# Сан Фердинандо
Сан Фердина̀ндо (на италиански: San Ferdinando, на местен диалект San Ferdinandu, Сан Фердинанду) е малко морско курортно градче и община в Южна Италия, провинция Реджо Калабрия, регион Калабрия. Разположено е на брега на Тиренско море. Населението на общината е 4269 души (към 2012 г.).